# Programa del Partido Liberal Mexicano

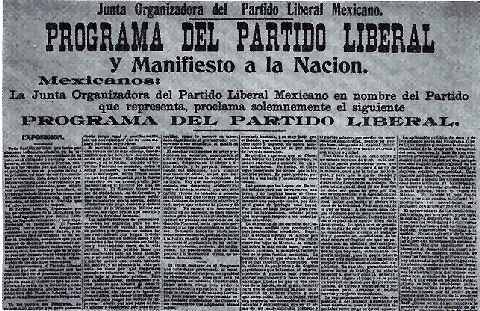
Ejemplar de Regeneración en el que se publicó el Programa del PLM, 1906.

El programa del Partido Liberal Mexicano fue publicado el 1 de julio de 1906 por la Junta Organizadora en San Luis, Misuri, a través del periódico Regeneración que en esa ocasión tuvo un tiraje de 250,000 ejemplares, también se reprodujo en medio millón de pliegos que fueron distribuidos en México, Europa, Estados Unidos y algunos países de Sudamérica. Este Programa agrupó a decenas de organizaciones liberales, principalmente de obreros, en contra la dictadura de Porfirio Díaz.
El programa se elaboró a partir de la convocatoria que la Junta Organizadora hiciera el 25 de febrero de 1906 y publicada a través de Regeneración, a todos los militantes para que hicieran llegar sus propuestas por correo. El 15 de abril se sometió a consideración el Proyecto del Programa del Partido Liberal Mexicano y finalmente fue publicado el 1 de julio.

## Programa
El Programa consta de 52 puntos divididos en siete secciones más una de puntos generales y una cláusula especial. Además lo antecede una extensa exposición de motivos y un manifiesto a la nación que presenta el Programa firmado por la Junta organizadora. Entre los conceptos que destacan en este Programa se encuentran:

### Reformas constitucionales
1.- Reducción del periodo presidencial a cuatro años.
2.- Supresión de la reelección para el presidente y los gobernadores de los Estados. Estos
funcionarios sólo podrán ser nuevamente electos hasta dos periodos después del que
desempeñaron.
3.- Inhabilitación del Vicepresidente para desempeñar funciones legislativas o cualquier
otro cargo de elección popular, y autorización al mismo para llenar un cargo conferido por
el Ejecutivo.
4.- Supresión del servicio militar obligatorio y establecimiento de la Guardia Nacional. Los
que presten sus servicios en el Ejército permanente lo harán libre y voluntariamente. Se
revisará la ordenanza militar para suprimir de ella lo que se considere opresivo y humillante
para la dignidad del hombre, y se mejorarán los haberes de los que sirvan en la Milicia
Nacional.
5.- Reformar y reglamentar los artículos 6° y 7° Constitucionales, suprimiendo las
restricciones que la vida privada y la paz pública imponen a las libertades de palabra y de
prensa, y declarando que sólo se castigarán en ese sentido la falta de verdad que entrañe
dolor
, el chantaje, y las violaciones de la ley en lo relativo a la moral.
6.- Abolición de la pena de muerte, excepto para los traidores a la Patria.
7.- Agravar la responsabilidad de los funcionarios públicos, imponiendo severas penas de
prisión para los delincuentes. 
8.- Restituir a Yucatán el territorio de Quintana Roo.
9.- Supresión de los Tribunales Militares en tiempo de paz.

### Mejoramiento y fomento de la educación
10. Multiplicación de escuelas primarias, en tal escala, que queden ventajosamente suplidos los establecimientos de instrucción que se clausuren por pertenecer al clero.
11.- Obligación de impartir enseñanza netamente laica en todas las escuelas de la
República, sean del Gobierno o particulares, declarándose la responsabilidad de los
directores que no se ajusten á este precepto.
12. Declarar obligatoria la instrucción hasta la edad de catorce años, quedando al Gobierno el deber de impartir protección, en la forma que le sea posible, a los niños pobres que por su miseria pudieran perder los beneficios de la enseñanza.
13.- Pagar buenos sueldos a los maestros de instrucción primaria.
14.- Hacer obligatoria para todas las escuelas de la República la enseñanza de los
rudimentos de artes y oficios y la instrucción militar, y prestar preferente atención a la
instrucción cívica que es tan poco atendida ahora.

### Extranjeros
15. Prescribir que los extranjeros, por el solo hecho de adquirir bienes raíces, pierden su nacionalidad primitiva y se hacen ciudadanos mexicanos.
16.- Prohibir la inmigración china.

### Restricciones a los abusos del clero católico
17. Los templos se consideran como negocios mercantiles, quedando por tanto obligados a llevar contabilidad y pagar las contribuciones correspondientes.
18.- Nacionalización, conforme a las leyes, de los bienes raíces que el Clero tiene en poder
de testaferros.
19.- Agravar las penas que las Leyes de Reforma señalan para los infractores de las
mismas.
20.- Supresión de las escuelas regentadas por el Clero.

### Capital y trabajo
21. Establecer un máximo de ocho horas de trabajo y un salario mínimo en la proporción siguiente: de un peso para la generalidad del país, en que el promedio de los salarios es inferior al citado, y de más de un peso para aquellas regiones en que la vida es más cara y en las que este salario no bastaría para salvar de la miseria al trabajador.
22.- Reglamentación del servicio doméstico y del trabajo á domicilio.
23.- Adoptar medidas para que con el trabajo á destajo los patronos no burlen la aplicación
del tiempo máximo y salario mínimo.
24.- Prohibir en lo absoluto el empleo de niños menores de catorce años.
25.- Obligar á los dueños de minas, fábricas, talleres, etc., á mantener las mejores
condiciones de higiene en sus propiedades y á guardar los lugares de peligro en un estado
que preste seguridad á la vida de los operarios.
26.- Obligar á los patronos o propietarios rurales á dar alojamiento higiénico á los
trabajadores, cuando la naturaleza del trabajo de estos exija que reciban albergue de dichos
patronos o propietarios.
27.- Obligar á los patronos á pagar indemnización por accidentes del trabajo.
28.- Declarar nulas las deudas actuales de los jornaleros de campo para con los amos.
29.- Adoptar medidas para que los dueños de tierras no abusen de los medieros.
30.- Obligar á los arrendadores de campos y casas á que indemnicen á los arrendatarios de
sus propiedades por las mejoras necesarias que dejen en ellas.
31. Prohibir a los patronos, bajo severas penas, que paguen al trabajador de cualquier otro modo que no sea con dinero efectivo; prohibir y castigar que se impongan multas a los trabajadores o se les hagan descuentos de su jornal o se retarde el pago de la raya por más de una semana o se niegue al que se separe del trabajo el pago inmediato de lo que tiene ganado; suprimir las tiendas de raya.
32.- Obligar á todas las empresas o negociaciones á no ocupar entre sus empleados y
trabajadores sino una minoría de extranjeros. No permitir en ningún caso que trabajos de la
misma clase se paguen peor al mexicano que al extranjero en el mismo establecimiento, o
que a los mexicanos se les pague en otra forma que a los extranjeros.
33.- Hacer obligatorio el descanso dominical.

### Tierras
34. Los dueños de tierras están obligados a hacer productivas todas las tierras que posean; cualquier extensión de terreno que el poseedor deje improductiva la recobrará el Estado.
35.- A los mexicanos residentes en el extranjero que lo soliciten los repatriará el Gobierno
pagándoles los gastos de viaje y les proporcionará tierras para su cultivo.
36.- El Estado dará tierras á quien quiera que lo solicite, sin más condición que dedicarlas á
la producción agrícola, y no venderlas. Se fijará la extensión máxima de terreno que el
Estado pueda ceder á una persona.
37.- Para que este beneficio no sólo aproveche á los pocos que tengan elementos para el
cultivo de las tierras, sino también á los pobres que carezcan de estos elementos, el Estado
creará o fomentará un Banco Agrícola que hará á los agricultores pobres préstamos con
poco rédito y redimibles á plazos.

### Impuestos
38. Abolición del impuesto sobre capital moral y del de capitación, quedando encomendado al Gobierno el estudio de los mejores medios para disminuir el impuesto del timbre hasta que sea posible su completa abolición.
39.- Suprimir toda contribución para capital menor de $100.00, exceptuándose de este
privilegio los templos y otros negocios que se consideren nocivos y que no deben tener
derecho á las garantías de las empresas útiles.
40.- Gravar el agio, los artículos de lujo, los vicios y aligerar de contribuciones los artículos
de primera necesidad. No permitir que los ricos ajusten igualas con el Gobierno para pagar
menos contribuciones que las que les impone la ley.

### Puntos generales
41. Hacer práctico el Juicio de Amparo, simplificando los procedimientos.
42.- Restitución de la Zona Libre.
43.- Establecer la igualdad civil para todos los hijos de un mismo padre, suprimiendo las
diferencias que hoy establece la ley entre legítimos é ilegítimos.
44.- Establecer, cuando sea posible, colonias penitenciarias de regeneración, en lugar de las
cárceles y penitenciarías en que hoy sufren el castigo los delincuentes.
45.- Supresión de los jefes políticos. 
46.- Reorganización de los municipios que han sido suprimidos y robustecimiento del
poder municipal.
47.- Medidas para suprimir o restringir el agio, el pauperismo y la carestía de los artículos
de primera necesidad.
48.- Protección á la raza indígena.
49.- Establecer lazos de unión con los países latinoamericanos. 
50. Al triunfar el Partido Liberal se confiscarán los bienes de los funcionarios enriquecidos bajo la dictadura actual, y lo que se produzca se aplicará al cumplimiento del capítulo de tierras, especialmente a restituir a los yaquis, mayas y otras tribus, comunidades o individuos los terrenos de que fueron despojados, y al servicio de la amortización de la deuda nacional.

51.- El primer Congreso Nacional que funcione después de la caída de la Dictadura anulará todas las reformas hechas á nuestra Constitución por el Gobierno de Porfirio Díaz; reformará nuestra Carta Magna, en cuanto sea necesario  para poner en vigor este Programa; creará las leyes que sean necesarias para el mismo objeto; reglamentará los artículos de la Constitución y de otras leyes que lo requieran, y estudiará todas aquellas cuestiones que considere de interés para la Patria, ya sea que estén enunciadas o no en el presente Programa, y reforzará los puntos que aquí constan, especialmente en materia de Trabajo y Tierra.

### Cláusula especial
52. Queda a cargo de la Junta Organizadora del Partido Liberal dirigirse a la mayor brevedad a los gobiernos extranjeros, manifestándoles, en nombre del Partido, que el pueblo mexicano no quiere más deudas sobre la patria y que, por tanto, no reconocerá ninguna nueva deuda que bajo cualquier forma o pretexto arroje la dictadura sobre la nación, ya contratando empréstitos o bien reconociendo tardíamente obligaciones pasadas sin ningún valor legal.
El lema del Programa era "Reforma, Libertad y Justicia" y fue firmado por:
- Ricardo Flores Magón, Presidente.
- Juan Sarabia, Vicepresidente.
- Antonio I. Villarreal, Secretario.
- Enrique Flores Magón, Tesorero.
- Librado Rivera, Primer Vocal.
- Manuel Sarabia, Segundo Vocal.
- Rosalío Bustamante, Tercer Vocal

## Consecuencias
El programa seguía una línea reformista. Su redacción estuvo a cargo principalmente de Juan Sarabia y Antonio I. Villarreal, quienes representaban el ala moderada del Partido Liberal Mexicano (PLM). Ricardo Flores Magón fue el responsable de la exposición de motivos; Flores Magón no compartía el tono moderado que adquirió el programa, incluso en 1915 se referiría a él como "un tímido programa", si lo había firmado en 1906 fue para atraer a más gente ya fueran moderados o indecisos. En ese entonces el PLM realizaba actividades públicas a la vez que preparaban la organización clandestina de una insurrección armada, La publicación del Programa se consideraba como un primer paso para estallar la revolución social mediante la revuelta del 16 de septiembre de 1906. 
Años después, los postulados planteados por el PLM fueron la base de la Constitución Política de los Estados Unidos Mexicanos de 1917, redactada por Venustiano Carranza, que dio fin de manera oficial a la guerra de la revolución mexicana.